# Tårnurt
Tårnurt (Arabis glabra), eller Almindelig Tårnurt, er en 60-120 cm høj plante i korsblomst-familien. Planten er stift opret, blådugget og opadtil glat med gullighvide blomster. I Danmark findes Tårnurt hist og her i den østlige del af landet på sandet bund ved veje, skrænter og skovkanter.